# Bernhard Payr
Bernhard Wilhelm Karl Friedrich Erwin Payr (* 3. Oktober 1903 in Graz; † 1945 für tot erklärt) war ein Literatur- und Sprachwissenschaftler, der das Hauptamt Schrifttum im Amt Rosenberg leitete.

## Leben
Bernhard Payr war der Sohn von Erwin Payr, Ordinarius für Chirurgie an der Leipziger Universität, und Helene Steiner (1876–1952). Er hatte eine Schwester. Als Schüler besuchte er die Thomasschule zu Leipzig, die er 1923 mit der Reifeprüfung abschloss. Anschließend studierte er Deutsche Literatur, Kunstgeschichte und Philosophie an den Universitäten Leipzig, Marburg sowie München und wurde 1927 in Leipzig mit einer Dissertation über E. T. A. Hoffmann und Théophile Gautier zum Dr. phil. promoviert. Danach folgte eine Ausbildung zum Buchhändler in Leipzig, Berlin, London sowie Paris. Von 1930 bis 1933 war er als Geschäftsführer der Gesellschaft der Freunde der Deutschen Bücherei e.V. tätig.
Zum 1. August 1932 trat er der NSDAP bei (Mitgliedsnummer 1.253.244). Ab Herbst 1933 war er zunächst Lektor und dann stellvertretender Landesreferent in der Reichsstelle zur Förderung des deutschen Schrifttums Sachsen. Ab 1. Januar 1936 leitete er das Zentrallektorat der Reichsstelle zur Förderung des deutschen Schrifttums als Nachfolger von Hellmuth Langenbucher. Während des Zweiten Weltkrieges fungierte er nach dem Westfeldzug ab 1940 als Sonderbeauftragter des Amtes Rosenberg in Paris. Im Februar 1943 übernahm er die Leitung des Hauptamts Schrifttum im Amt Rosenberg.
Vom Amtsgericht Berlin-Wedding wurde er zum 31. Dezember 1945 für tot erklärt. Payr war verheiratet, das Paar hatte zwei Söhne.

## Schriften (Auswahl)
- E. T. A. Hoffmann und Théophile Gautier: Ein geisteswissenschaftl. Beitr. z. vergleich. Literaturgeschichte, Noske, Borna-Leipzig 1927 (zugleich Leipzig, Phil. Diss., 1927)
- Théophile Gautier und E. T. A. Hoffmann: Ein Beitr. zur Geistesgeschichte d. europ. Romantik, In: Romanische Studien, Heft 33, Ebering, Berlin 1932 (1967 nochmals aufgelegt)
- Menschen am Rande der Zeit, Limpert, Berlin/Dresden 1936
- Das Amt Schrifttumspflege : Seine Entwicklungsgeschichte u. s. Organisation (Mit e. Vorw. v. Hans Hagemeyer), Junker u. Dünnhaupt 1941
- Phönix oder Asche? Frankreichs geistiges Ringen nach d. Zusammenbruch, Volkschaft-Verl., Dortmund 1942